# 凤头自行车
凤头自行车（Raleigh Bicycle Company）是英国诺丁汉郡伊士活的一家自行车制造商，始建于1885年。它是世界上最老的自行车品牌之一。1913年，它成为世界上最大的自行车生产商。来到中国天津租界后，当地人称其为凤头牌。1921年至1935年期间，凤头车也曾生产摩托车和三轮汽车，促成了Reliant汽车的建立。现其产品多作为收藏品。
1980年，萊禮自行車在台灣製造，由美利達代工生產，供應臺灣及北美市場。

## 伸延閱讀
- Hadland, Tony (2011). Raleigh: Past and Presence of an Iconic Bicycle Brand. Van Der Plas Publications. ISBN 9781892495686

## 外部連結
- Raleigh corporate website – U.K. （页面存档备份，存于）
- Raleigh USA （页面存档备份，存于）
- Raleigh Bicycles （页面存档备份，存于） The Raleigh Heritage Timeline.